# Упаковочное оборудование
Упаковочное оборудование — это комплекс механизмов и машин, предназначенных для первичной или групповой упаковки различной продукции. Наиболее распространено в товарах народного применения и товарах, реализуемых через сетевую розницу.
Упаковочное оборудование применяется в большинстве концевых процессов промышленного производства, от пищевой промышленности до фармацевтической.
Основное назначение — автоматизировать наиболее трудоёмкие производственные процессы: дозирование, фасовку и укупорку продукции; формирование и заклейку пакетов из полимерных и др. плёнок; формирование короба, укладку продукции в короб и заклейку короба из картона, оборачивание и усадку плёнки, укладку продукции в групповой упаковке (гофрокоробах, термоусадочных блоках, мешках) на транспортный поддон, обмотку загруженного поддона стретч-плёнкой. В комплексе с упаковочным оборудованием используется оборудование по автоматическому нанесению информации на упаковку в виде этикетки (этикетировочное оборудование), маркировки лазерным или каплеструйным способом (маркировочное оборудование), оборудование по перемещения продукции по производственной площадке между отдельными стадиями упаковки — конвейеры и транспортёры (конвейерное оборудование).
Упаковочное оборудование обычно классифицируется по типу упаковочного материала (картон, барьерные плёнки, термоусадочные плёнки, блистер, и т. п.) или форме упаковки

## Категории
- По способу действия: горизонтальное, вертикальное и горизонтально-вертикальное.
- По области применения: пищевая промышленность и непищевая промышленность
- По степени автоматизации: автоматическое, полуавтоматическое, ручное

## Виды

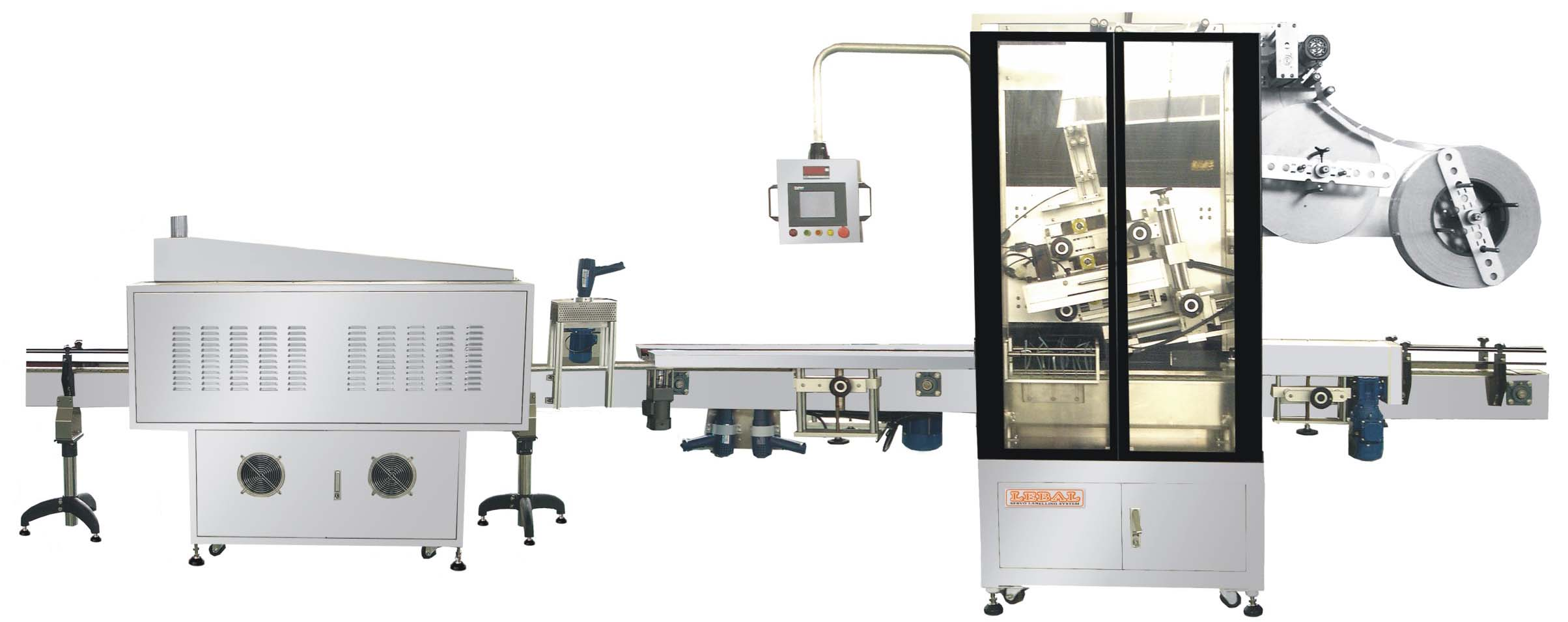
Машина термоусадочной этикетировки

- термоусадочное: основано на принципе уменьшения площади поверхности (усадке) используемого материала — плёнки. При этом плёнки делятся по типу : полиэтилен, полиэлифин (ПОФ) и поливинилхлорид (ПВХ). Термоусадочные машины бывают камерного типа с «L»-образным запаивателем плёнки, автоматические рукавные термоусадочные машины, и автоматические sleeve-машины с термо-тоннелями.
- термоформовочное: принцип действия состоит в термоформовке из полимерных плёнок ёмкости для продукта с последующей запайкой верхней части заполненного судочка покрывной плёнкой
- этикетировочное: нанесение (приклеивание) этикетки на поверхность. При этом основа машины — аппликатор — оборудование по нанесению одного типа этикетки на продукцию. Существует возможность печати информации на этикетке в режиме реального времени — принтер-аппликатор.
- как отдельный вид также следует выделить нанесение самоклеящейся этикетки

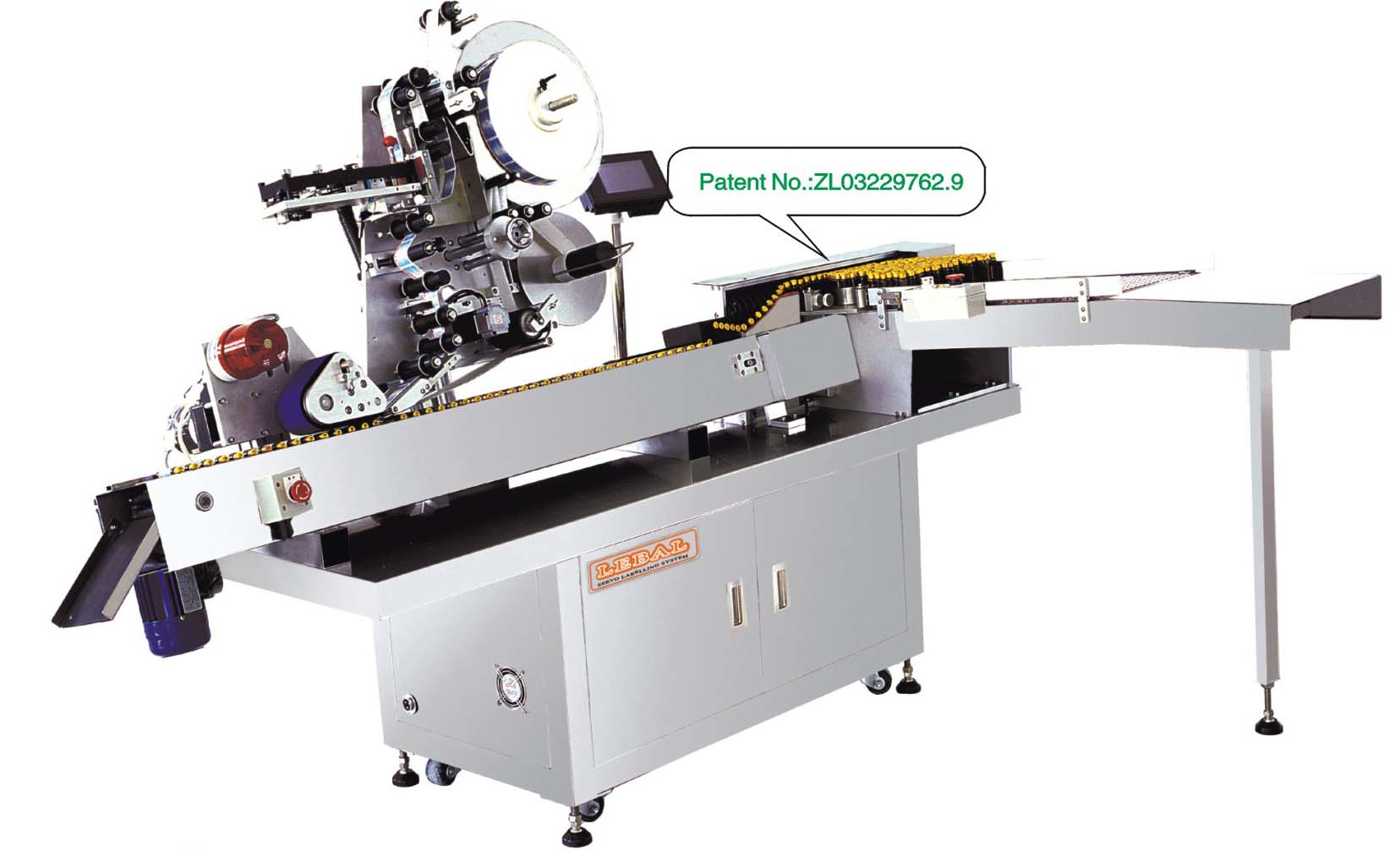
Машина нанесения самоклеящейся этикетки на ампулы

- также существуют этикетировочные машины рукавного типа, которые устанавливают рукав из термопластичного материала на продукт а затем проводится термоусадка пластикового рукава на продукте, тем самым производится качественное обжатие. Такой принцип является более экономичным, так как не нужно использовать специальную подложку как для самоклеящейся этикетки.
- укупорочное/ для розлива жидкостей
- для розлива и укупорки кремов в тубы
- Blow — Fill — Seal (выдув — наполнение — герметизация) оборудование
- вакуумное
- оберточное
- блистерное
- Упаковка (обмотка) в стретч-плёнку — обычно применяется при транспортной упаковке на поддоне или же при длинномерных грузах.
- палетизаторы
- вспомогательное: приводящие, отводящие конвейеры
- обвязочное

## Режимы работы
- Режим двойного шва, который необходим при герметизации сильно текучих продуктов для дополнительной защиты.
- Импульсный режим работы с легкодеформируемыми товарами. Пользователь вручную может контролировать силу сжатия пакета, что предупреждает повреждение мягких плодов.
- Режим маринования. Полезен при создании вакуума в контейнерах с шашлыком. С помощью чередования откачки и насыщения воздухом маринад максимально проникает в волокна мяса и делает вкус насыщеннее.
- Откачивание воздуха из стеклянных бутылок. В комплект входят винные пробки с трубками, позволяющие повторно загерметизировать открытую емкость.